# Boston Harbor
Boston Harbor ist ein natürliches Hafenbecken bei Boston, Massachusetts. Es beherbergt den Port of Boston, einen bedeutenden Frachthafen im Nordosten der USA. Seit seiner Entdeckung durch den Abenteurer John Smith im Jahr 1614 zählt Boston Harbor zu den wichtigsten Häfen in der Geschichte der USA. In der Zeit um 1660 diente er als Hauptimporthafen für die englische Handelsschifffahrt, er war Schauplatz der Boston Tea Party und erlebte bis ins 19. Jahrhundert hinein eine kontinuierliche Auffüllung zwecks Landgewinnung.

## Geographie
Boston Harbor ist ein großer Naturhafen, der den äußersten Westen der Massachusetts Bay bildet. Dank der Winthrop-Halbinsel und der Insel  Deer Island im Norden, der Nantasket-Halbinsel und dem Kap  Point Allerton im Süden sowie den Hafeninseln in der Mitte wird der Hafen von der Massachusetts Bay und dem Atlantik abgeschirmt. Geographisch lässt sich das Gebiet in einen äußeren und einen inneren Hafen unterteilen.

## Hafeninseln
Boston Harbor umfasst eine beachtliche Anzahl an Inseln, von denen 34 zum Erholungsgebiet Boston Harbor Islands National Recreation Area gehören. Folgende Inseln befinden sich innerhalb des Hafenbeckens:
- Bumpkin Island, Button Island
- Castle Island
- Calf Island
- Gallops Island, Georges Island, Grape Island, Great Brewster Island, Green Island
- Hangman Island
- Langlee Island, Little Brewster Island, Little Calf Island, Long Island, Lovells Island
- Middle Brewster Island
- Moon Island, Nixes Mate
- Outer Brewster Island
- Peddocks Island
- Raccoon Island, Ragged Island, Rainsford Island
- Sarah Island, Shag Rocks, Sheep Island, Slate Island, Snake Island, Spectacle Island, Spinnaker Island
- The Graves, Thompson Island

Castle Island und Deer Island bestehen immer noch in erkennbarer Form und tragen die Bezeichnung „Insel“, sind jedoch nicht mehr als solche zu betrachten. Castle Island wurde durch Landgewinnung mit dem Festland verbunden und Deer Island ist keine Insel mehr, seit der New-England-Hurrikan 1938 den Kanal aufgefüllt hat, der sie vom Festland getrennt hat. Nut Island, eine kleine Insel im Boston Harbor, wurde in den 1940er-Jahren durch Auffüllung an die Hough’s-Neck-Halbinsel angeschlossen und darauf eine Kläranlage errichtet. Zwei weitere Inseln, Apple Island und Governors Island, wurden für den Bau des Flughafens Logan International Airport aufgeschüttet.

## Umwelt- und Gesundheitsprobleme

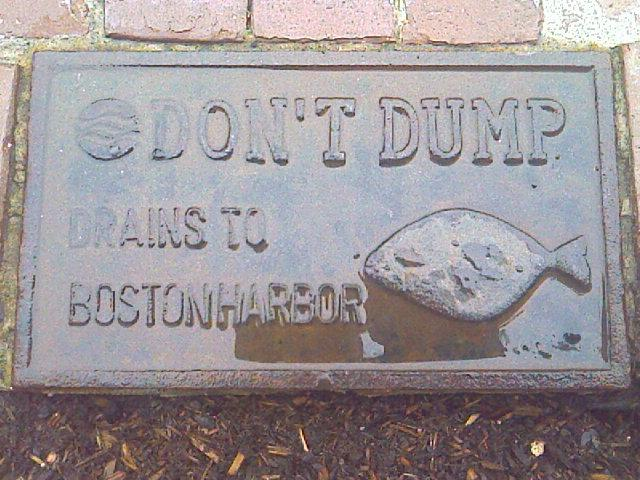
Hinweisschild wegen Umweltgefährdung

Die intensive Nutzung des Gebietes durch Industrie und Handel hatte eine entsprechende Verschmutzung der Umwelt mit Auswirkungen auf die öffentliche Gesundheit zur Folge. Das erste US-Gesetz zum Schutz der Umwelt wurde 1656 in Boston verabschiedet. Es verbot Fleischern, ihre Schlachtabfälle und sonstigen Unrat in die Hafengewässer zu entsorgen. Der Ausbruch von Typhus 1796 wurde denn auch den verschmutzten Hafengewässern zugeschrieben. 1850 wurde dann der erste umfassende Entwurf eines Gesetzes zum Schutz der öffentlichen Gesundheit verfasst. Er führte die hohe Sterblichkeitsrate unter den Immigranten auf die schlechten hygienischen Bedingungen zurück. Zudem enthielt er Empfehlungen zur Verwendung organischer Abfälle als Düngemittel in der Landwirtschaft, eines der frühen Beispiele für Recycling und Abfallverwertung.

### Frühe Verbesserungsversuche
In der zweiten Hälfte des 19. Jahrhunderts verhängte man aus Angst vor Geschwüren ein Badeverbot über den Boston Harbor, denn das Hafenbecken war nach wie vor eine Kloake. Nach einer Choleraepidemie wurden 1863 Stimmen aus der Bevölkerung laut, die eine verbesserte Kanalisation forderten. 1889 wurde die erste dampfbetriebene Abwasserpumpstation in East Boston erbaut, eine zweite 1899 auf Deer Island in Betrieb genommen. Man erhoffte sich eine wesentliche Verbesserung der Wasserqualität durch diese Anlagen, die jedoch nur große Objekte herausfilterten und die restlichen Abwässer praktisch unbehandelt ins Becken zurück leiteten.

### Metropolitan District Commission
1919 wurde die Metropolitan District Commission (MDC) ins Leben gerufen, um die Abwasser- und Kanalisationssysteme der Region zu verwalten. Die staatlich finanzierte Kommission war für die drei Pumpstationen East Boston, Deer Island und Nut Island verantwortlich, verfügte jedoch über zu wenig Mittel, um der Aufgabe gerecht zu werden. 1939 veröffentlichte der Gesetzgeber einen Bericht über den katastrophalen Zustand des Hafenbecken und empfahl ein 24 Millionen Dollar teures Projekt zur Bekämpfung der Umweltprobleme in Hingham Bay und Quincy Bay.
Die MDC errichtete 1968 eine Abwasserreinigungsanlage auf Deer Island, die bis zum Beginn des Boston Harbor Project 1995 in Betrieb stand. Die Anlagen wälzten täglich ca. 1.3 Milliarden Liter Wasser um, jedoch nur zehn Prozent der Verschmutzungen wurden tatsächlich herausgefiltert. Der entstandene Klärschlamm wurde über einen Faulturm direkt ins Hafenbecken gepumpt, da man der Ansicht war, die Strömung würde alle Rückstände ins Meer hinaus befördern.

### Der Clean Water Act
Die 1972 verabschiedete US-weite Gewässerschutzverordnung (Clean Water Act) verlangte einen zweiten Klärvorgang für alle durch städtische Reinigungsanlagen behandelten Abwässer. Die Verordnung gewährte Ausnahmebewilligungen für Küstenstädte und Boston stellte einen Antrag, der aber abgelehnt wurde. Zu dieser Zeit befand sich der Boston Harbor im schlimmsten Zustand aller Zeiten und hätte eigentlich eine zusätzliche Klärung benötigt, aber die Bundes-Umweltschutzbehörde (EPA) und Stadtverwaltung ignorierten Bostons Umweltprobleme.

### Gouverneur Dukakis
Michael Dukakis fungierte zwei Legislaturperioden (1975 bis 1979, 1983 bis 1991) als Gouverneur von Massachusetts. Auf die Frage nach der Boston-Harbor-Umweltproblematik erklärte Dukakis jeweils, er sei nicht derjenige, der den Harbor verschmutzt habe, aber derjenige, welcher ihn reinigen wolle. Dieses Argument stand jedoch im Widerspruch zu dem Antrag Bostons für eine Ausnahmebewilligung zum Clean Water Act von 1972.

### Gerichtsfälle
Unzufrieden mit dem Umstand, dass von öffentlicher Seite her keinerlei Schritte zur Reinigung und Klärung des Boston Harbor unternommen worden waren, gingen Einzelpersonen und Organisationen gerichtlich gegen die Verantwortlichen vor. Der Klage der Stadt Quincy gegen die MDC wegen Gewässerverschmutzung folgte schließlich ein bahnbrechendes Urteil der US-Bundesregierung gegen den Staat Boston, wonach der Boston Harbor einer umfassenden Reinigung und Klärung unterzogen werden musste. Dieser Gerichtsentscheid zwang den damaligen Gouverneur Michael Dukakis 1985, die Bereiche Abwasser und Kanalisation aus der MDC auszugliedern und dem neu geschaffenen Wasserwirtschaftsamt Massachusetts zu übertragen. Das Reinigungsprojekt dauert bis heute an.

### Zwischenfälle
Am 23. Januar 1982 stürzte eine McDonnell Douglas DC-10-30F auf dem World-Airways-Flug 30H bei der Landung wegen Aquaplaning in den Boston Harbor.

### Popkultur
Die Garage-Rock-Band The Standells schrieb 1966 den Song Dirty Water, der die miserable Wasserqualität des Charles River anprangerte. Der Song ist bei Fans der Boston Red Sox beliebt und wird im Fenway-Park-Stadion regelmäßig gespielt.
Die Handlung des Thrillers „Zodiac“ (1988, auch: „Zodiac: The Eco-Thriller“, dt. „Volles Rohr“) von Neal Stephenson spielt in der Auseinandersetzung von Umweltschützern und Chemiefirmen um die Wasserqualität des Boston Harbour.

### Boston Harbor als Wahlkampfthema
Das gerichtlich angeordnete Reinigungsprojekt mit seinen zögerlichen Fortschritten wurde sogar zu einem Wahlkampfthema während der Präsidentschaftswahlen im Jahr 1988, als sich George Bush sen. teilweise aufgrund seiner Wahlkampfreden, die Dukakis’ Umweltprogramm anzweifelten, gegen seinen Konkurrenten durchsetzen konnte.

### "Boston Harbor Project"
Das "Boston Harbor Project" umfasste eine große Abwasseranlagen "Deer Island Sewerage Treatment Plant" auf Deer Island und die Finanzierung von Studien und Aufzeichnungen der Wasserqualität. Es wurde im Jahre 1985 gestartet und wurde 2001 abgeschlossen. Heute ist diese Abwasserbehandlung auf dem neuesten Stand der Technik.